# Nkayi
Nkayi är en stad (franska: commune) i Kongo-Brazzaville. Den ligger i departementet Bouenza, i den sydvästra delen av landet, 220 km väster om huvudstaden Brazzaville. Antalet invånare är 100 783.